# Хайнрих XXI фон Шварцбург-Вахсенбург
Хайнрих XXI фон Шварцбург-Вахсенбург (на немски: Heinrich XXI, Graf von Schwarzburg-Wachsenburg; * 1376/1380; † сл. 10 април 1406) е граф на Шварцбург-Вахсенбург в Тюрингия.
Той е син на граф Гюнтер XXX фон Шварцбург-Вахсенбург († 1395/1396) i и съпругата му Юта фон Шварцбург-Бланкенбург († 1372). Брат е на Гюнтер XXXII фон Шварцбург-Вахсенбург († 1450) и на Анна фон Шварцбург († 1439), абатиса на манастира на Илм.
Хайнрих XXI умира бездетен сл. 10 април 1406 г. на ок. 30 години. Брат му Гюнтер XXXII става след смъртта му граф на Шварцбург-Вахсенбург (1407 – 1450).

## Фамилия
Хайнрих XXI фон Шварцбург-Вахсенбург е сгоден на 4 септември 1390 г. и се жени на 20/29 октомври 1398 г. за Ана/Маргарета фон Хоенлое-Браунек (* пр. 1390; † сл. 1429), дъщеря на Конрад II фон Хоенлое-Браунек-Креглинген († 1390) и Анна фон Хоенлое († 1434). Те нямат деца.
Вдовицата му Ана/Маргарета фон Хоенлое-Браунек се омъжва втори път пр. 13 юли 1417 г. за бургграф Йохан III фон Магдебург, граф на Хардек († 8 юни 1427).